# U-Bahnhof Wandsbek-Gartenstadt

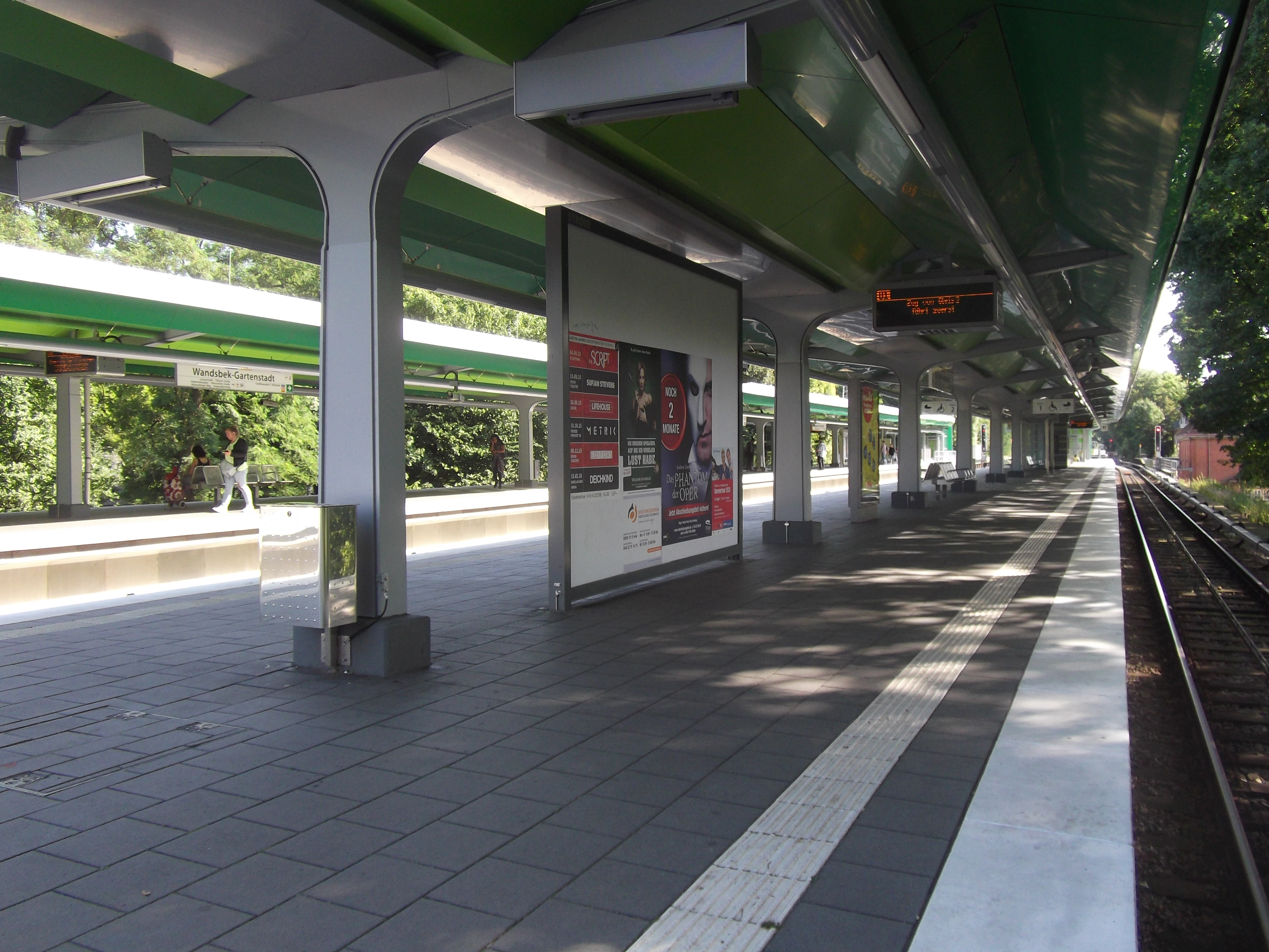
Bahnsteig nach dem barrierefreien Ausbau

Der U-Bahnhof Wandsbek-Gartenstadt ist eine Haltestelle der Hamburger U-Bahn-Linien U1 und U3 im Stadtteil Wandsbek, benannt nach der hier gelegenen Gartenstadt Wandsbek. Das Kürzel der Station bei der Betreiber-Gesellschaft Hamburger Hochbahn lautet „WK“.
Der U-Bahnhof hat täglich 58.150 Ein- und Aussteiger (Mo.–Fr., 2019). Zwischen den beiden Linien umsteigende Fahrgäste sind bei diesen Zahlen doppelt gezählt.

## Lage
Die U-Bahn-Station liegt westlich der Lesserstraße, das Empfangsgebäude steht auf der nördlichen Seite des Ostpreußenplatzes, zu dem der Ausgang führt. Die beiden Richtungsbahnsteige liegen auf einem Bahndamm und sind mit einer festen Treppe versehen, der nördliche, stadteinwärtsführende Bahnsteig auch mit einer aufwärtsführenden Rolltreppe. Im Jahr 2014 wurde auch auf der nördlichen Seite des Zugangsbauwerks vom Empfangsgebäude zu den Treppen ein Ausgang geöffnet, der den Weg zum Bundeswehrkrankenhaus verkürzt. Dieser Ausgang diente vor allem als Ersatz für den während des Einbaus der u. g. Aufzüge zeitweilig gesperrten Ausgang zum Ostpreußenplatz und wurde nach Abschluss der Bauarbeiten wieder verschlossen und mit einem von innen zugänglichen Betriebsraum verbaut.
Seit 2014 sind beide Bahnsteige barrierefrei mit je einem Aufzug und einem taktilen Blindenleitsystem ausgestattet.

## Geschichte

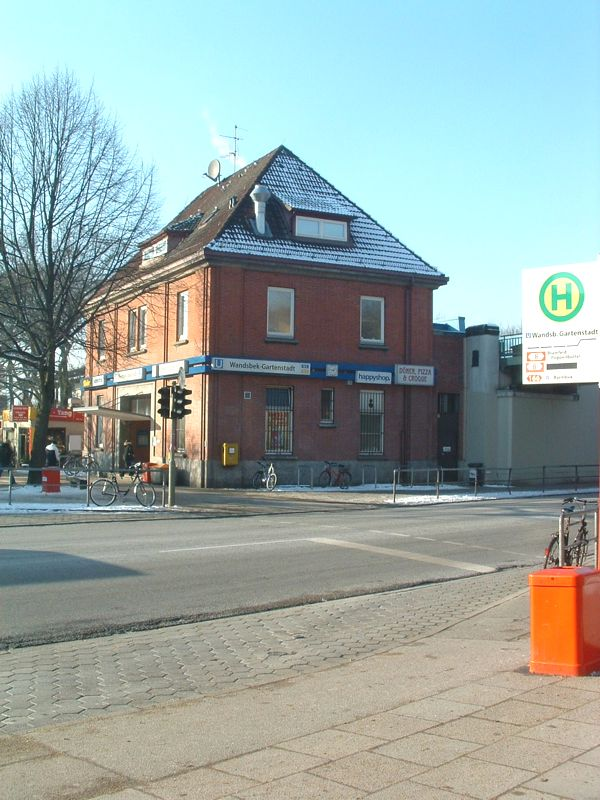
Das Empfangsgebäude von Eugen Göbel westlich der Lesserstraße (2006)

Bereits vor dem Ersten Weltkrieg wurde die Walddörferbahn von Barmbek Richtung Volksdorf nahezu fertiggestellt. Durch die Material- und Personalknappheit wegen des Krieges wurde der Bahnhof erst am 12. September 1918 einem zunächst provisorischen Dampfbetrieb übergeben. Damals hieß diese Station „Hinschenfelde“. 1920 wurde sie in „Wandsbek Gartenstadt“ umbenannt. Der elektrische Betrieb mit Stromschiene und Hochbahn-Triebwagen begann am 6. September 1920.
Als erste Neubaustrecke der U-Bahn nach dem Zweiten Weltkrieg wurde die Wandsbeker Strecke vom Jungfernstieg über Hauptbahnhof bis Wandsbek Markt gebaut. Am 4. August 1963 war die weitere Verlängerung bis Wandsbek-Gartenstadt fertiggestellt. Diese Station wurde zum Verzweigungsbahnhof und erhielt dazu auf der nördlichen Seite einen zweiten Bahnsteig für den Richtungsbetrieb zur Innenstadt und eine zweigleisige Abstellanlage östlich der Brücken über die Lesserstraße. Beide Bahnsteiglängen wurden um 1970 wegen des Einsatzes von neuen dreiteiligen DT3-Zügen auf der Linie U1 für 9-Wagen-Züge ausgelegt.
Heute führen ab Wandsbek-Gartenstadt die Linien U1 (über Wandsbek Markt und die Hamburger Innenstadt weiter nach Norderstedt Mitte, in die andere Richtung über Volksdorf nach Großhansdorf bzw. Ohlstedt) und U3 (Ringlinie Wandsbek-Gartenstadt – Barmbek – Innenstadt – Barmbek), die hier beginnt. Die anstatt der Linie U3 bis Sommer 2009 hier verkehrende Linie U2 wurde Anfang der 1970er Jahre aus betrieblichen Gründen von Farmsen bis Wandsbek-Gartenstadt um zwei Stationen verkürzt, lediglich die Ein- und Aussetzfahrten zum Betriebsbahnhof Farmsen wurden anfänglich noch veröffentlicht.

## Sonstiges
Die U-Bahn-Station Wandsbek-Gartenstadt wird von der Metrobuslinie 8 (Wandsbek Markt – Bramfeld – Sasel – S-Bf. Poppenbüttel) bedient und ist Endhaltestelle der Buslinie 118 nach Bramfeld – Steilshoop – City Nord – Alsterdorf – Fuhlsbüttel.
| Linie | Verlauf |
| ----- | --- |
| U 1   | Norderstedt Mitte – Richtweg – Garstedt – Ochsenzoll – Kiwittsmoor – Langenhorn Nord – Langenhorn Markt – Fuhlsbüttel Nord – Fuhlsbüttel – Klein Borstel – Ohlsdorf – Sengelmannstraße (City Nord) – Alsterdorf – Lattenkamp (Sporthalle) – Hudtwalckerstraße – Kellinghusenstraße – Klosterstern – Hallerstraße – Stephansplatz (Oper/CCH) – Jungfernstieg – Meßberg – Steinstraße – Hauptbahnhof Süd – Lohmühlenstraße – Lübecker Straße – Wartenau – Ritterstraße – Wandsbeker Chaussee – Wandsbek Markt – Straßburger Straße – Alter Teichweg – Wandsbek-Gartenstadt – Trabrennbahn – Farmsen – Oldenfelde – Berne – Meiendorfer Weg – Volksdorf / Streckenast Ohlstedt – Buckhorn – Hoisbüttel – Ohlstedt \ Streckenast Großhansdorf – Buchenkamp – Ahrensburg West – Ahrensburg Ost – Schmalenbeck – Kiekut – Großhansdorf |
| U 3   | Barmbek – Saarlandstraße – Borgweg (Stadtpark) – Sierichstraße – Kellinghusenstraße – Eppendorfer Baum – Hoheluftbrücke – Schlump – Sternschanze – Feldstraße (Heiligengeistfeld) – St. Pauli – Landungsbrücken – Baumwall (Elbphilharmonie) – Rödingsmarkt – Rathaus – Mönckebergstraße – Hauptbahnhof Süd – Berliner Tor – Lübecker Straße – Uhlandstraße – Mundsburg – Hamburger Straße – Dehnhaide – Barmbek – (in Planung Fuhlsbüttler Straße –) Habichtstraße – Wandsbek-Gartenstadt |